# 第34回グラミー賞
第34回グラミー賞（だい34かいグラミーしょう、The 34th Annual Grammy Awards）は、1992年2月25日にニューヨーク州ニューヨーク市のラジオシティ・ミュージックホールにて授賞式が行われた。司会はウーピー・ゴールドバーグが務めた。ナタリー・コールが主要4部門のうち「最優秀レコード賞」「最優秀アルバム賞」「最優秀楽曲賞」の3部門で受賞、合計で7部門を受賞した。

## 受賞・候補作
特別功労賞にはJames Brown, John Coltrane, Jimi Hendrix, Muddy Watersの4人が選ばれ、評議員賞にはChristine Farnonが選出された。

### 主要部門
最優秀レコード賞 (Record of the Year)
- "アンフォゲッタブル（Unforgettable）" - ナタリー・コール。デイヴィッド・フォスター（プロデューサー）。

最優秀アルバム賞 (Album of the Year)
- 『アンフォゲッタブル（Unforgettable... with Love）』 – ナタリー・コール。Andre Fischer、デイヴィッド・フォスター、トミー・リピューマ（プロデューサー）。

最優秀楽曲賞 (Song of the Year)
- "アンフォゲッタブル（Unforgettable）" - ナタリー・コール。Irving Gordon（ソングライター）。

最優秀新人賞 (Best New Artist)
- マーク・コーン（英語版）
- ボーイズIIメン
- C+C Music Factory
- Color Me Badd
- シール

### ポップ
最優秀ポップ・ボーカル・パフォーマンス（女性）(Best Pop Vocal Performance, Female)
- "Something to Talk About" - ボニー・レイット（『ラック・オブ・ドロー（Luck of the Draw）』所収）

最優秀ポップ・ボーカル・パフォーマンス（男性）(Best Pop Vocal Performance, Female)
- "When a Man Loves a Woman" - マイケル・ボルトン（『タイム・ラヴ・アンド・テンダネス（Time）』所収）

最優秀ポップ・パフォーマンス（デュオもしくはグループ）(Best Pop Performance By A Duo Or Group With Vocal)
- "Losing My Religion" - R.E.M.（『アウト・オブ・タイム（Out of Time）』所収）

最優秀ポップ・インストゥルメンタル・パフォーマンス (Best Pop Instrumental Performance)
- 『ロビン・フッド（Robin Hood: Prince of Thieves）』 - マイケル・ケイメン

### トラディショナル・ポップ
最優秀トラディショナル・ポップ・パフォーマンス (Best Traditional Pop Performance)（新設）
- 『アンフォゲッタブル（Unforgettable... with Love）』 - ナタリー・コール

### ロック
最優秀ロック・パフォーマンス（ソロ） (Best Rock Performance, Solo)
- "Luck of the Draw" – ボニー・レイット（『ラック・オブ・ザ・ドロウ』所収）

最優秀ロック・パフォーマンス（デュオもしくはグループ） (Best Rock Performance By A Duo Or Group With Vocal)
- "Good Man, Good Woman" - ボニー・レイット＆ デルバート・マクリントン（『ラック・オブ・ザ・ドロウ』所収）

最優秀ロック・インストゥルメンタル・パフォーマンス (Best Rock Instrumental Performance)
- "Cliffs of Dover" - エリック・ジョンソン（『未来への扉（Ah Via Musicom）』所収）

最優秀ハードロック・パフォーマンス（ボーカルあり） (Best Hard Rock Performance With Vocal)
- 『F@U＃C%K（For Unlawful Carnal Knowledge）』 - ヴァン・ヘイレン

最優秀メタル・パフォーマンス (Best Metal Performance)
- 『メタリカ（Metallica）』 - メタリカ

最優秀ロック・ソング (Best Rock Song)
- "Soul Cages" - スティング（『ソウル・ケージ（The Soul Cages）』所収）

### オルタナティヴ
最優秀オルタナティヴ・ミュージック・アルバム (Best Alternative Music Album)（改名）
- 『アウト・オブ・タイム（Out of Time）』 - R.E.M.
- 『マイティ・ライク・ア・ローズ（Mighty Like a Rose）』 - エルヴィス・コステロ
- 『ダウト（Doubt）』 - ジーザス・ジョーンズ
- 『ネヴァーマインド（Nevermind）』 - ニルヴァーナ
- 『Rumor and Sigh』 - リチャード・トンプソン

### R&B
最優秀R&Bパフォーマンス（女性） (Best R&B Vocal Performance, Female)（2者同時受賞）
- "How Can I Ease the Pain" – リサ・フィッシャー（『ソー・インテンス（So Intense）』所収）
- "Burnin' - パティ・ラベル（『バーニン（Burnin'）』所収）

最優秀R&Bパフォーマンス（男性）（(Best R&B Vocal Performance, Male)
- 『パワー・オブ・ラブ（Power of Love）』 - ルーサー・ヴァンドロス

最優秀R&Bパフォーマンス（デュオもしくはグループ） (Best R&B Performance By A Duo Or Group With Vocal)
- 『クーリーハイハーモニー（Cooleyhighharmony）』 - ボーイズIIメン

最優秀R&Bソング (Best Rhythm & Blues Song)
- "Power of Love/Love Power" - マーカス・ミラー、ルーサー・ヴァンドロス、Teddy Vann（ソングライター）（ルーサー・ヴァンドロス『パワー・オブ・ラブ（Power of Love）』 所収）

### ラップ
最優秀ラップ・ソロ・パフォーマンス (Best Rap Solo Performance)
- "Mama Said Knock You Out" – LL・クール・J（『ノック・ユー・アウト（Mama Said Knock You Out）』所収）

最優秀ラップ・パフォーマンス（デュオもしくはグループ） (Best Rap Performance By A Duo Or Group)
- "Summertime" – DJ・ジャジー・ジェフ&ザ・フレッシュ・プリンス（『Homebase』所収）

### カントリー
最優秀カントリー・ボーカル・パフォーマンス（女性） (Best Country Vocal Performance, Female)
- "Down at the Twist and Shout" - Mary Chapin Carpenter

最優秀カントリー・ボーカル・パフォーマンス（男性） (Best Country Vocal Performance, Male)
- 『Ropin' the Wind』 - ガース・ブルックス

最優秀カントリー・パフォーマンス（デュオもしくはグループ） (Best Country Performance By A Duo Or Group With Vocal)
- "Love Can Build a Bridge" - The Judds

最優秀カントリー・ボーカル・コラボレーション (Best Country Vocal Collaboration)
- "Restless" - ヴィンス・ギル、Ricky Skaggs、Steve Wariner

最優秀カントリー・インストゥルメンタル・パフォーマンス (Best Country Instrumental Performance)
- 『The New Nashville Cats』 - Mark O'Connor

最優秀カントリー・ソング (Best Country Song)
- The Judds "Love Can Build a Bridge" - John Jarvis、Naomi Judd、Paul Overstreet（ソングライター）

最優秀ブルーグラス・アルバム (Best Bluegrass Album)
- 『Spring Training』 - Carl Jackson、John Starling

### ニューエイジ
最優秀ニューエイジ・アルバム (Best New Age Album)（改名）
- 『Fresh Aire 7』 - チップ・デイヴィス（英語版）

### ジャズ
最優秀ジャズ・インストゥルメンタル・ソロ (Best Jazz Instrumental Solo)
- "I Remember You" - スタン・ゲッツ（『Serenity』所収）

最優秀ジャズ・インストゥルメンタル・パフォーマンス（グループ）(Best Jazz Instrumental Performance, Group)
- 『サタデイ・ナイト・アット・ブルーノート（Saturday Night at the Blue Note）』 - ジ・オスカー・ピーターソン・トリオ

最優秀ラージ・ジャズ・アンサンブル・パフォーマンス (Best Large Jazz Ensemble Performance)
- 『Live at the Royal Festival Hall』 - ディジー・ガレスピー

最優秀ジャズ・ボーカル・パフォーマンス (Best Jazz Vocal Performance)
- 『He Is Christmas』 - テイク6

最優秀コンテンポラリー・ジャズ・パフォーマンス (Best Contemporary Jazz Performance)（新設）
- "Sassy" - マンハッタン・トランスファー（『オフ・ビート・アベニュー（The Offbeat of Avenues）』所収）

### ゴスペル
最優秀ポップ・ゴスペル・アルバム (Best Pop Gospel Album)
- 『For the Sake of the Call』 - スティーブン・カーティス・チャップマン（英語版）

最優秀ロック／コンテンポラリー・ゴスペル・アルバム (Best Rock/Contemporary Gospel Album)
- 『Under Their Influence』 - Russ Taff

最優秀トラディショナル・ソウル・ゴスペル・アルバム (Best Traditional Soul Gospel Album)
- 『Pray For Me』 - Mighty Clouds of Joy

最優秀コンテンポラリー・ソウル・ゴスペル・アルバム (Best Contemporary Soul Gospel Album)
- 『Different Lifestyles』 - BeBe Winans＆CeCe Winans

最優秀サザン・ゴスペル・アルバム (Best Southern Gospel Album)
- 『Homecoming』 - Gaither Vocal Band

最優秀ゴスペル・アルバム（クワイアもしくはコーラス） (Best Gospel Album By Choir Or Chorus)
- サウンズ・オブ・ブラックネス『The Evolution of Gospel』 - Gary Hines（クワイア・ディレクター）

### ラテン
最優秀ラテン・ポップ・アルバム (Best Latin Pop Album)
- 『Cosas del Amor』 - Vikki Carr

最優秀トロピカル・ラテン・アルバム (Best Tropical Latin Album)
- 『Bachata Rosa』 - フアン・ルイス・ゲラ

最優秀メキシカン－アメリカン・アルバム (Best Mexican-American Album)
- 『16 de Septiembre』 - Little Joe

### ブルース
最優秀トラディショナル・ブルース・アルバム (Best Traditional Blues Album)
- 『ライヴ・アット・ジ・アポロ（Live at the Apollo）』 - B.B.キング

最優秀コンテンポラリー・ブルース・アルバム (Best Contemporary Blues Album)
- 『アイ・ガット・ザ・ブルース（Damn Right, I've Got the Blues）』 - バディ・ガイ

### フォーク
最優秀トラディショナル・フォーク・アルバム (Best Traditional Folk Album)（改名）
- Various Artists『The Civil War - Original Soundtrack Recording』 - ケン・バーンズ、John Colby（プロデューサー）

最優秀コンテンポラリー・フォーク・アルバム (Best Contemporary Folk Album)（改名）
- 『失われた時間（The Missing Years）』 - ジョン・プライン（英語版）

### レゲエ
最優秀レゲエ・アルバム (Best Reggae Album)
- 『生でヤりたい（As Raw as Ever）』 - シャバ・ランクス（英語版）（成人指定）

### ワールドミュージック
最優秀ワールドミュージック・アルバム (Best World Music Album)
- 『プラネット・ドラム（Planet Drum）』 - ミッキー・ハート（英語版）

### ポルカ
最優秀ポルカ・アルバム (Best Polka Album)
- 『Live at Gilley's!』 - ジミー・スター

### チルドレン
最優秀チルドレン・アルバム (Best Album For Children)
- 『A Capella Kids』 - The Maranatha! Kids / Clifford "Barney" Robertson（プロデューサー）

### コメディ
最優秀コメディ・アルバム (Best Comedy Album)
- 『P.D.Q. Bach: WTWP Classical Talkity-Talk Radio』 - ピーター・シックリー

### スポークン
最優秀スポークン・ワードもしくは非ミュージカル・アルバム (Best Spoken Word Or Non-Musical Album)
- 『The Civil War』 - ケン・バーンズ

### ミュージカル・ショー
最優秀ミュージカル・ショー・アルバム (Best Musical Show Album)
- 『The Will Rogers Follies』 - サイ・コールマン（作曲者）。アドルフ・グリーン、ベティ・コムデン（作詞者）。Cy Coleman、Mike Berniker（プロデューサー）。

### クラシカル
最優秀オーケストラル・パフォーマンス (Best Orchestral Performance)
- Corigliano:Symphony No. 1 - シカゴ交響楽団、ダニエル・バレンボイム（指揮者）

最優秀クラシカル・ボーカル・ソリスト (Best Classical Vocal Soloist)
- The Girl With Orange Lips (Falla, Ravel, etc.) - ドーン・アップショウ

最優秀オペラ録音 (Best Opera Recording)
- 『Wagner: Gotterdammerung』 - ジェームズ・レヴァイン（指揮者）、ヒルデガルト・ベーレンス、Reiner Goldberg、Matti Salminen、Hanna Schwarz、シェリル・ステューダー、Bernd Weikl、Ekkehard Wlaschiha＆メトロポリタン・オペラ。Cord Garben（プロデューサー）。

最優秀パフォーマンス・オブ・コーラル・ワーク (Best Performance Of A Choral Work)
- 『Bach: Mass in B Minor』 - the Chicago Symphony Orchestra & Chorus / ゲオルク・ショルティ（指揮者）、Margaret Hillis（コーラル・ディレクター）

最優秀インストゥルメンタル・ソリスト・ウィズ・オーケストラ (Best Instrumental Soloist With Orchestra)
- Barber: Piano Concerto - ジョン・ブラウニング＆セントルイス交響楽団、レナード・スラットキン（指揮者）

最優秀クラシカル・パフォーマンス（インストゥルメンタル・ソロ） (Best Classical Performance Instrumental Solo Without Orchestra)
- Granados: Goyescas; Allegro De Concierto; Danza Lenta - アリシア・デ・ラローチャ

最優秀チャンバー・ミュージック・パフォーマンス (Best Chamber Music Performance)
- Brahms: Piano Quartets (Op. 25 & 26) - エマニュエル・アックス、アイザック・スターン、ハイメ・ラレード、ヨーヨー・マ

最優秀コンテンポラリー作曲 (Best Contemporary Composition)
- Corigliano:Symphony No. 1 - ジョン・コリリアーノ（作曲者）

最優秀クラシカル・アルバム (Best Classical Album)
- レナード・バーンスタイン（指揮）、ジューン・アンダーソン、ニコライ・ゲッダ、Adolph Green、Jerry Hadley、Della Jones、クリスタ・ルートヴィヒ、Kurt Ollmann、ロンドン交響楽団『バーンスタイン：キャンディード（Candide）』 - Hans Weber（プロデューサー）

### 作曲・編曲
最優秀インストゥルメンタル作曲 (Best Instrumental Composition)
- "Basque" - エルトン・ジョン（作曲者）（ジェームズ・ゴールウェイ『The Wind Beneath My Wings』所収）

最優秀楽曲（映画もしくはテレビ向け）(Best Song Written Specifically for a Motion Picture or Television)
- "(Everything I Do) I Do It for You" - ブライアン・アダムス、マイケル・ケイメン、ロバート・ジョン・ラング（ソングライター） (ブライアン・アダムス『ウェイキング・アップ・ザ・ネイバーズ（Waking Up the Neighbours）』所収）

最優秀インストゥルメンタル作曲（映画もしくはテレビ向け）(Best Instrumental Composition Written For A Motion Picture Or For Television)
- 『ダンス・ウィズ・ウルブズ（Dances With Wolves）』 - ジョン・バリー（作曲者）

最優秀インストゥルメンタル編曲 (Best Arrangement On An Instrumental)
- "Medley: Bess You Is My Woman/I Loves You Porgy" - デイヴ・グルーシン（編曲者）（『ガーシュウィン・コネクション（The Gershwin Connection）』所収）

最優秀インストゥルメンタル編曲（ボーカルあり）(Best Instrumental Arrangement Accompanying Vocal(s))
- "Unforgettable" - ジョニー・マンデル（編曲者）（ナタリー・コール『アンフォゲッタブル（Unforgettable... with Love）』所収）

### ヒストリカル
最優秀ヒストリカル・アルバム (Best Historical Album)
- ビリー・ホリデイ『コンプリート・デッカ・セッション（The Complete Decca Recordings）』 - Steven Lasker、Andy McKaie（プロデューサー）

### 制作・エンジニアリング
最優秀エンジニアド・アルバム（非クラシカル） (Best Engineered Album, Non-Classical)（改名）
- ナタリー・コール with ナット・キング・コール『アンフォゲッタブル（Unforgettable... with Love）』 - アル・シュミット（英語版）、Armin Steiner、David Reitzas、Woody Woodruff（エンジニア）

最優秀エンジニアド・アルバム（クラシカル） (Best Classical Engineered Album)（改名）
- レナード・バーンスタイン（指揮者）、ロンドン交響楽団 『バーンスタイン：キャンディード（Candide）』 - Gregor Zielinsky（エンジニア）

プロデューサー・オブ・ザ・イヤー（非クラシカル） (Producer Of The Year (Non Classical))
- デイヴィッド・フォスター

ロデューサー・オブ・ザ・イヤー（クラシカル） (Classical Producer Of The Year)
- ジェームス・マリンソン（英語版）

### パッケージングおよびノーツ
最優秀アルバム・パッケージ (Best Album Package)
- ビリー・ホリデイ『コンプリート・デッカ・レコーディングズ（Billie Holiday: The Complete Decca Recordings）』 - Vartan（アート・ディレクター）

最優秀アルバム・ノーツ (Best Album Notes)
- ジェームス・ブラウン『スター・タイム（Star Time）』 - Alan M. Leeds、Cliff White、Harry Weinger、James Brown、Nelson George（アルバム・ノーツ・ライター）

### ミュージック・ビデオ
最優秀ミュージック・ビデオ（短編）(Best Music Video, Short Form)
- "Losing My Religion" - R.E.M.。ターセム・シン（ビデオ・ディレクター）

最優秀ミュージック・ビデオ（長編）(Best Music Video, Long Form)
- 『Blond Ambition World Tour Live』 - マドンナ。デヴィッド・マレット、Mark "Aldo" Miceli（ビデオ・ディレクター）。Anthony Eaton（ビデオ・プロデューサー）。

### 特別賞
ミュージケアーズ・パーソン・オブ・ザ・イヤー (MusiCares Person of the Year)
- ボニー・レイット

グラミー・レジェンド賞 (Grammy Legend Award)
- バーブラ・ストライサンド